# Joan de Munchensi
Joan de Munchensi, Countess of Pembroke (* vor 1234; † 1307) war eine englische Adlige, die eine der Erbinnen der Familie Marshal wurde.
Joan de Munchensi war das einzige überlebende Kind aus der Ehe von Warin de Munchensi, dem Lord von Swanscombe in Kent, und von Joan Marshal, einer Tochter von William Marshal, 1. Earl of Pembroke und von Isabel de Clare, 4. Countess of Pembroke. Nach dem Tod ihrer Mutter, die vor 1234 starb, wurde sie von ihrer Stiefmutter Dionisie de Munchensi erzogen. Nachdem die Brüder ihrer Mutter bis 1245 alle kinderlos gestorben waren, wurde Joan zu einer Miterbin der umfangreichen Besitzungen ihres Großvaters William Marshal. König Heinrich III. verheiratete sie nach 1247 mit seinem Halbbruder William de Valence, der somit zum Erben von Pembroke Castle und weiteren Besitzungen in den Welsh Marches und Irland, darunter Wexford, wurde und schließlich zum Earl of Pembroke erhoben wurde.
Mit ihrem Mann hatte sie acht Kinder, darunter
- Isabel de Valence († 1305), ⚭ John Hastings, 1. Baron Hastings
- Joan de Valence, ⚭ John Comyn, Lord of Badenoch
- William de Valence († 16. Juni 1282), Herr von Montignac und Bellac
- Aymer de Valence († 23. Juni 1324)

Da ihr ältester Sohn William 1282 in der Schlacht von Llandeilo Fawr gefallen war, wurde ihr jüngerer Sohn Aymer ihr Erbe. Nach dessen kinderlosen Tod wurde das Erbe zwischen den Nachfahren ihrer Töchter aufgeteilt.